# Собни бицикл
Вожња собног бицикла (indoor cycling, spinning) је врста вежбања у затвореном простору, са појединачним тренинзима усмереним на издржљивост, снагу, интервално вежбање, вежбе високог интензитета и опоравка, уз употребу посебног стационарног бицикла, који има замајац са различитим оптерећењима.
Собни бицикл, стационарни бицикл или тренажер је познат као справа за вежбање већ у другој половини 19. века у Енглеској. Користили су га такмичари за одржавање кондиције, али и рекреативци који нису могли у зимским условима да се баве омиљеним хобијем, што је забележено 1897. у британском часопису “The Rambler”.

Из тог времена потичу и прва, веома популарна такмичења у вожњи собних бицикала на ваљцима.